# Plestiodon latiscutatus
Plestiodon latiscutatus är en ödleart som beskrevs av  Hallowell 1861. Plestiodon latiscutatus ingår i släktet Plestiodon och familjen skinkar. Inga underarter finns listade i Catalogue of Life.